# Johan de Goede
Johan de Goede (Wassenaar, 1964) is een Nederlands dichter en boekkunstenaar.
Publicaties van zijn hand zijn:
- De woorden een epos (1999)
- Het mirakels bloedoffer (2000)
- Kogel kegel de demon (2004)
- Zwaai de zinnenzwendel (2006)

Kunstboeken van zijn hand, verworven door het Museum van het Boek Meermanno-Westreenianum:
- Het boek van pandora (1988)
- Le papillon (1988)
- The station of formation (1988)
- Kogel kegel de demon (2004)